# Enteromius lauzannei
Enteromius lauzannei é um peixe do gênero Enteromius.